# Christian Joachim Friedrich Barkow
Christian Joachim Friedrich Barkow (* 24. Juni 1755 in Sülze; † 13. April 1836 in Loitz) war ein deutscher Theologe.

## Biografie
Nach privatem Unterricht zu Hause und in Rostock wurde er auf die Domschule Güstrow geschickt und besuchte dann die Universität Greifswald bis Ostern 1776. Nachdem er neun Jahre lang auf Rügen und in Stralsund als Hauslehrer gearbeitet hatte, berief ihn König Gustav III. im Januar 1786 zum Pfarrer in Trent auf Rügen.
1802 wurde Barkow von Trent aus zum Präpositus in Loitz berufen und trat sein Amt dort im März 1803 an.
Barkow war Loitzer Superintendent und Konsistorialrat. 1806 war er im Greifswalder Landtag ein Vertreter des geistlichen Standes. Beim Umbau der Sankt-Marien-Kirche von 1809 bis 1811 unter Leitung von Johann Gottfried Quistorp war er der verantwortliche Pfarrer der Kirche. 1810 berief ihn der schwedische König in ein Komitee, das Vorschläge für eine künftige Verfassung von Schwedisch-Pommern erarbeitete.
Er war verheiratet mit einer Tochter des Wolgaster Präpositus Johann August Kriebel, Christine Amalie (1769–1808), und war Vater von mindestens 11 Kindern. Einer seiner Söhne war der spätere Greifswalder Professor August Friedrich Barkow (1791–1861), ein anderer der Breslauer Professor Hans Karl Barkow (1798–1873).
Er wurde begraben an der Nordmauer der Kirche in Loitz.